# Una donna senza volto
Una donna senza volto (Mister Buddwing) è un film del 1966 diretto da Delbert Mann.

## Trama
Un uomo si risveglia su una panchina del Central Park a New York, senza sapere chi è né perché si trova lì. In tasca trova un pezzo di carta con un numero telefonico che lo conduce da una donna, Gloria, che cerca di aiutarlo. Durante la sua ricerca incontra tre donne, ognuna delle quali gli ricorda una persona di nome Grace. Chi è questa donna?